# Parmai római katolikus egyházmegye
A Parmai egyházmegye (olaszul: Diocesi di Parma) az olaszországi Parma megye (Emilia-Romagna régió) római katolikus egyházmegyéje, székhelye Parma városában található. Az egyházmegye a Modena megyei Nonantola, Carpi, Fidenza, Piacenza–Bobbio Reggio Emilia-i egyházmegyékkel, a guastallai segédpüspökséggel a Modena–Nonantola érsekséghez tartozik.

## Története

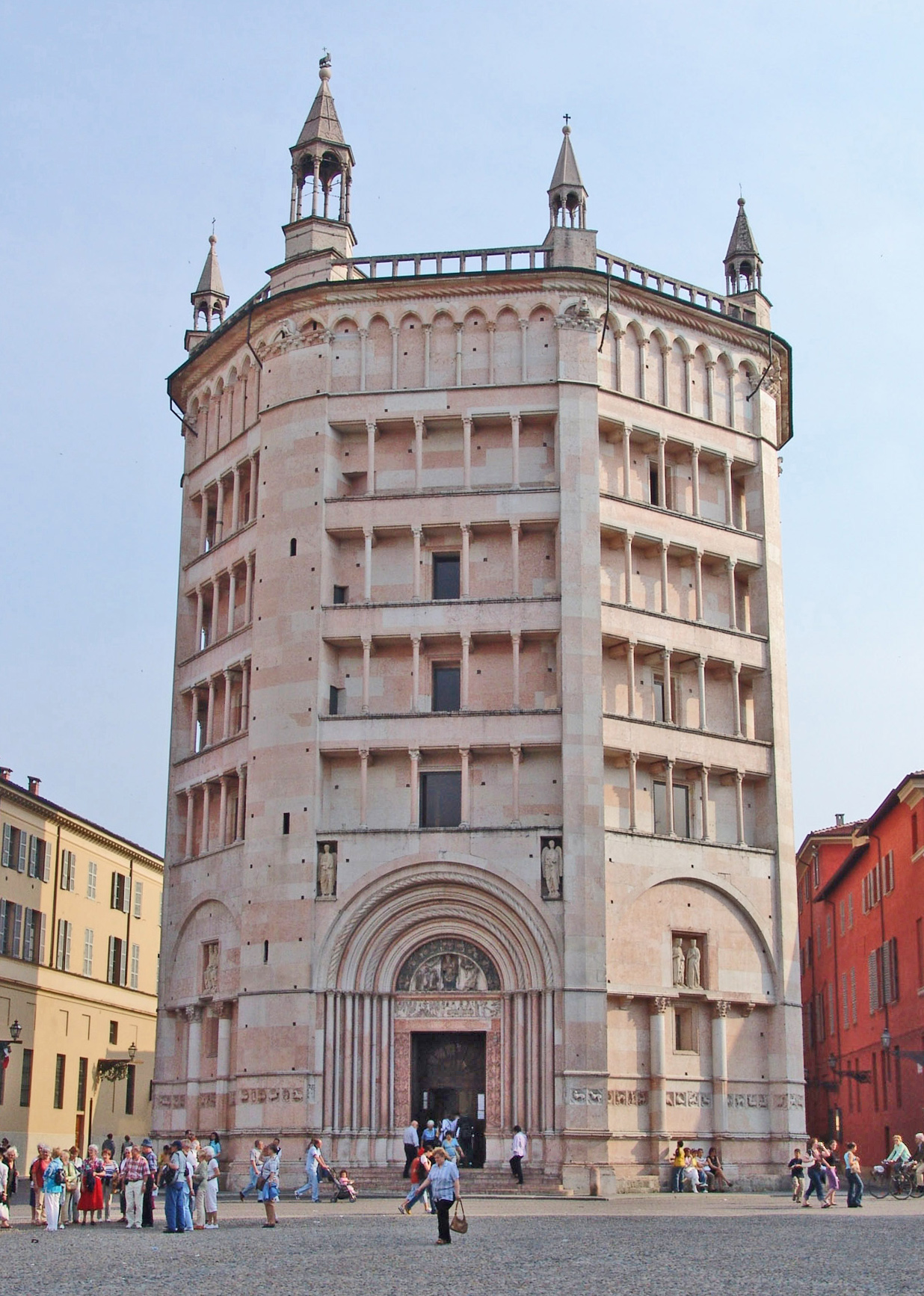
A parmai keresztelőkápolna

Parma püspökségét a 4. században alapították. Első püspöke Szent Orbán, az arianizmus hirdetője volt. Az 5. század közepéig Parma szuffragáneus egyházmegyeként a milánói, majd a ravennai érsekségéhez tartozott. 1058. augusztus 10-én a parmai székesegyház tűzben megsemmisült. 1059-ben az új székesegyház építése, egy városfalakon kivüli, korai keresztény bazilika helyén kezdődött el, és 1074-ben fejeződött be. Az új egyházi törvények alapján, a kizárólag bíborosok által megválasztott II. Sándor pápa beiktatásával szemben az 1061. október 28-án Bázelben összehívott német-római birodalmi gyűlés egyházfőnek Cadalust, a parmai püspököt választotta meg, aki felvette a II. Honoriusz uralkodói nevet. Az ellentét hamarosan háborúhoz vezetett. A császári seregek élén Honoriusz bevonult Rómába, de a pápát támogató normann hadak, és Beatrix valamint Matilda, toszkánai úrnők seregei nem engedték elfoglalni az egész várost, és Lateránba sem engedték be az ellenpápát. Végül 1064-ben a mantovai zsinaton elfogadták Sándort legitim egyházfőnek, s ő nyomban kiátkozta Honoriust, aki egészen haláláig, 1072-ig nem akart lemondani a pápai trónról, és ki sem mozdult Parmából. Az új székesegyházat 1106-ban II. Paszkál pápa szentelte fel. 1117. január 3-án a templom egy földrengésben súlyosan megsérült, azután újjáépítették.
A 13. század közepén Parmában elterjedt Fra' Dolcino Setta degli Apostolici nevű eretnek szektája, amelyet az 1274-es II. Lyoni concilium elítélt. 1290-ben az eretnek Gherardo Segarellit bebörtönözték, de megszökött. 1294-ben újra lecsukták, de ismét kiszabadult. 1300-ban megint elfogták, és május 18-án máglyán megégették.
1582-ben az egyházmegye a bolognai érsekséghez került, és 1806-ig a genovai érsekség szuffragán egyházmegyéje lett. 1818–1976 között Parma folyamatosan közvetlenül az Apostoli Szentszék felügyelete alatt állt. 1892. augusztus 14-én XIII. Leó pápa Parma mindenkori püspökének a Fontevivo apátja cím felvételét.
1919-ben megalapították Vita Nuova egyházmegyei lapot.
1948-ban Castione Marchesi plébániája, amely Fidenza frakciója volt, átkerült a Fidenzai egyházmegye kebelébe, miközben a Parmai egyházmegye megszerezte Castellina plébániáját Soragna községben, amely már a Fidenzai egyházmegyéhez tartozott.
1976. december 8-án az egyházmegye szuffragáneusként Modena-Nonantola érsekségéhez került.
2003-ban a Püspöki Kongregáció január 14-i dekrétuma, elrendelte a Parmai egyházmegye területi módosítását négy plébániája kicserélésével ugyanannyi szomszédos plébániával, amit az olasz köztársasági elnök is elfogadott.
2011. október 23-án XVI. Benedek pápa szentté avatta Guido Maria Conforti parmai püspököt, a xaveriánusok missziós kongregációjának alapítóját.

## Szomszédos egyházmegyék
- Piacenza-Bobbiói egyházmegye (délnyugat)
- Fidenzai egyházmegye (nyugat)
- Cremonai egyházmegye (észak)
- Reggio Emilia-Guastallai egyházmegye (kelet)
- Massa Carrara-Pontremoli egyházmegye (dél)

## Fordítás
- Ez a szócikk részben vagy egészben  a   Bisdom Parma című holland Wikipédia-szócikk ezen változatának fordításán alapul.  Az eredeti cikk szerkesztőit annak laptörténete sorolja fel. Ez a jelzés csupán a megfogalmazás eredetét és a szerzői jogokat jelzi, nem szolgál a cikkben szereplő információk forrásmegjelöléseként.
- Ez a szócikk részben vagy egészben  a   Diocesi di Parma című olasz Wikipédia-szócikk ezen változatának fordításán alapul.  Az eredeti cikk szerkesztőit annak laptörténete sorolja fel. Ez a jelzés csupán a megfogalmazás eredetét és a szerzői jogokat jelzi, nem szolgál a cikkben szereplő információk forrásmegjelöléseként.